# ويليام ألكسندر (أسقف)
ويليام ألكسندر (بالإنجليزية: William Alexander)‏ (و. 1824 – 1911 م) هو عالم عقيدة، وشاعر، ولد في ديري، توفي عن عمر يناهز 87 عاماً.

## التعليم
تعلم في Tonbridge School ‏.